# Ectropis defessaria
Ectropis defessaria là một loài bướm đêm trong họ Geometridae.